# NGC 3878
NGC 3878 este o galaxie eliptică situată în constelația Ursa Mare. A fost descoperită în 29 aprilie 1827 de către John Herschel. Se află la o distanță de 142,85 de megaparseci de Pământ.